# 코지마 프로덕션
코지마 프로덕션(일본어: 小島プロダクション, Kojima Productions)은 메탈 기어 시리즈의 개발자이자  비디오 게임 디자이너 코지마 히데오에 의해 2005년 설립된 일본의 비디오 게임 개발 스튜디오이다. 코나미의 자회사로서 설립되었다. 이 스튜디오의 직원 수는 약 100명이지만 메탈 기어 솔리드 4: 건즈 오브 더 패트리어트로 인해 200명 이상으로 성장하였다. 코나미의 계약 종료로 인해 코지마는 시나가와구에 독립 스튜디오로서 기업을 재설립했다.

## 게임

### KCEJ이전/코지마 프로덕션
- 메탈 기어 (비디오 게임)
- 메탈 기어 2: 솔리드 스네이크

### KCEJ
- 메탈 기어 솔리드
- 메탈 기어 솔리드 2: 선즈 오브 리버티
- 메탈 기어 솔리드 3: 스네이크 이터

### 코지마 프로덕션 (코나미 자회사)
- 메탈 기어 솔리드 3: 스네이크 이터
- 메탈 기어 솔리드: 포터블 옵스
- 메탈 기어 솔리드 4: 건즈 오브 더 패트리어트
- 메탈 기어 솔리드: 피스 워커
- 캐슬바니아: 로즈 오브 섀도
- 메탈 기어 라이징: 리벤전스
- 메탈 기어 솔리드 V: 팬텀 페인

### 코지마 프로덕션 (독립 스튜디오)
- 데스 스트랜딩